# Thomas Lovejoy
Pour les articles homonymes, voir Lovejoy.
Thomas E. Lovejoy né le 22 août 1941 à New York et mort le 25 décembre 2021 à McLean (Virginie) est un biologiste américain spécialiste de l'Amazonie et de la biologie de conservation. Il est considéré comme le parrain de la biodiversité.
En 2008, Lovejoy devint également le premier président de la Biodiversité au Centre H. John Heinz III pour la science, l'économie et l'environnement jusqu'en 2013. Auparavant, il était président du Centre Heinz depuis mai 2002. Lovejoy a introduit la notion de diversité biologique dans la communauté scientifique en 1980. 

Lovejoy est président du Groupe consultatif technique scientifique (GTS) du Fonds pour l'environnement mondial (FEM), le mécanisme de financement plurilivronique pour les pays en développement, le mécanisme de financement de plusieurs milliards de dollars destiné aux pays en développement pour appuyer leurs obligations au titre des conventions internationales sur l'environnement.
Longtemps proche du WWF-États-Unis il a été depuis 1994 le conseiller du président de la Banque mondiale pour la biodiversité. 

En 2010, Thomas E. Lovejoy est élu professeur d'université au Département des sciences et des politiques environnementales de l'université George-Mason à Fairfax en Virginie,,. Lovejoy est le spécialiste de l'environnement pour l'Amérique latine et les Caraïbes, ainsi que le conseiller du président ainsi que chercheur Senior de la Fondation des Nations unies.

## Biographie

### Enfance et jeunes années
Lovejoy a fréquenté l'école de Millbrook où il a travaillé au zoo Trevor. Il déclare avoir été fasciné par la diversité biologique depuis ses quatorze ans.

En 1936, un professeur de biologie Frank Trevor envisageait le zoo comme un moyen d'inspirer à ses jeunes élèves le souci de se préoccuper des animaux et de la faune. Presque un siècle plus tard, les étudiants sont toujours les principaux gardiens du zoo. Le zoo n'a que 3-4 membres du personnel professionnels à plein temps et les étudiants font tout le reste. Ils nourrissent les animaux et les surveillent, tandis que les élèves plus âgés agissent comme leurs conservateurs.
Lovejoy suivit l'enseignement du zoo au temps de son fondateur Frank Trevor et de son épouse Janet.

« Les trois premières semaines ont été la clé pour moi, et c'est ce qui a inversé mon changement dans la vie et la biologie. Je n'étais pas prêt pour affronter le monde mais les Trevor ont réellement eu une influence sur moi dans la salle de classe. Ces trois premières semaines ont été décisives pour que je prenne la décision : je voulais être biologiste. »

Thomas Lovejoy  est diplômé de Millbrook en 1959.
Lovejoy devient à la fois un biologiste tropical et un biologiste de conservation, a travaillé dans l'Amazone du Brésil depuis 1965. Il a reçu son B.S. en 1964 et son Ph.D. en biologie de l'université Yale en 1971.

### Carrière
De 1973 à 1987, Thomas E. Lovejoy a dirigé le programme de conservation du World Wildlife Fund-États-Unis et, de 1987 à 1998, il devient secrétaire adjoint aux affaires environnementales et extérieures de l'Institution Smithsonian à Washington en 1994 et conseiller du secrétaire à la biodiversité et aux affaires environnementales. 

En 1990, Lovejoy alors au Smithsonian, est récompensé par la médaille Carr à qui on a donné ce nom pour rendre hommage à feu Archie F. Carr, professeur de zoologie de l'université de Floride et autorité mondiale sur les tortues marines. La médaille reconnaît l'importance des contributions nationales et internationales à la connaissance, la compréhension et l'appréciation du patrimoine naturel. Les récipiendaires sont choisis par un jury national nommé par le directeur du Musée d'histoire naturelle de la Floride.
De 1999 à 2002, Lovejoy est nommé conseiller en chef de la biodiversité auprès du président de la Banque mondiale.
En 2010 et 2011, il prend la présidence du Groupe consultatif indépendant sur la durabilité de la Banque interaméricaine de développement. Il devient conseiller principal du président de la Fondation des Nations unies, président de l'Institut d'études biosphériques de Yale et ancien président de l'American Institute of Biological Sciences, ancien président du Programme des États-Unis pour l'homme et la biosphère et ancien président du Société de biologie de la conservation.

### Origine du terme biodiversité
En 1980, Thomas Lovejoy introduit le terme de Biological Diversity qui fut repris en 1985, Walter G. Rosen pour l'intitulé du National Forum on BioDiversity de 1986 préparé par le National Research Council. Lovejoy a fait partie du comité organisateur du forum et contribué au livre qui en issu ar un chapitre intitulé Diverse Considerations. Le terme Biodiversité fut consacré par l'entomologiste Edward O. Wilson en l'incluant dans la parution du compte-rendu de ce forum en 1988.

### Swap de Dettes pour la Nature
Dans le domaine de la conservation internationale, Lovejoy est à l'origine du concept innovant des swaps de dette pour nature, dans lesquels les groupes environnementaux achètent une dette extérieure fragile sur le marché secondaire au taux du marché, qui est considérablement actualisé. Puis ils convertissent cette dette à sa valeur nominale en monnaie locale pour acheter des produits biologiquement sensibles ou encore des terres dans le pays débiteur aux fins de la protection de l'environnement.
De nombreux échanges de dette internationale pour des projets de conservation ont été lancés dans des pays comme la Bolivie, le Costa Rica, l'Équateur, les Philippines, Madagascar, la Jamaïque et la Zambie. Plus d'un milliard de dollars en fonds de conservation ont déjà été mis à disposition avec ce mécanisme.
Les critiques des programmes «dette-pour-la-nature», comme celui du Centre national de recherche sur les politiques publiques, qui distribue une grande variété de documents qui justifient constamment la liberté des entreprises et la déréglementation environnementale, affirment que les plans privent les pays en développement des ressources brutes extractibles actuellement essentiels au développement économique. La stagnation économique et le ressentiment local de "l'impérialisme yankee" peut en résulter. En réalité, aucun échange de dette-pour-la-nature ne se produit sans l'approbation du pays en question.
Thomas Lovejoy a également appuyé la Déclaration sur la préservation des forêts, qui appelle à de nouveaux mécanismes fondés sur le marché pour protéger les forêts tropicales.

### Biologie de la conservation
Lovejoy a joué un rôle central dans l'établissement de la biologie de la conservation, en en initiant l'idée et la planification avec BA Wilcox en juin 1978 lors de la Première Conférence internationale sur la recherche en biologie de la conservation qui s'est tenue à La Jolla en septembre 1978. Lovejoy introduit la biologie de la conservation dans la communauté scientifique.
Lovejoy fait partie de nombreux conseils scientifiques, de conservation et de groupes consultatifs. Il est l'auteur de nombreux articles et livres. Il n'est pas le fondateur mais a servi de conseiller dans les premiers jours de la série de télévision publique NATURE, mais ne fait plus partie de l'équipe créative. Il a servi dans des fonctions officielles dans l'administration R. Reagan, George H.W. Bush et Bill Clinton.

### La biodiversité en grand danger
Lovejoy prédit en 1980 (voir citation ci-dessous), que 10-20 pour cent de toutes les espèces sur la terre auront disparu d'ici l'an 2020.
En 2004, Ronald Zúñiga, spécialiste des abeilles, des guêpes et des fourmis, de l'Institut national de la biodiversité (INBio), a découvert sur le versant Pacifique de la chaîne de montagnes de Talamanca au Costa Rica une nouvelle espèce de guêpe parasite des larves de papillons. INBio a nommé l'espèce Polycyrtus lovejoyi en l'honneur de Thomas Lovejoy pour ses contributions dans le monde de la biodiversité et le soutien à l'INBio.
Le 31 octobre 2012, le Dr Thomas Lovejoy a reçu le prix Blue Planet créé par Asahi Glass Foundation en 1992 pour être «le premier scientifique à clarifier scientifiquement comment les humains causent la fragmentation de l'habitat et poussent la diversité biologique vers la crise».
Il a siégé au conseil d'administration depuis 2009 pour l'Amazon Conservation Association, dont la mission est de préserver la diversité biologique de l'Amazonie. Il a contribué à faire connaître les problématiques actuelles de l'évolution des forêts tropicales. Il est également membre du conseil d'administration de Population Action International et siège au Conseil scientifique de SavingSpecies, une organisation de conservation présentée dans un article du magazine Nature sur les réalisations scientifiques de Thomas Lovejoy.

### Projet REDDRéduction des Émissions contre la Déforestation et le Déboisement
Thomas lovejoy a écrit des articles proposant des programmes de conservation axés sur le marché, formant le plan de conservation des forêts tropicales, connu sous le nom de REDD Réduction des émissions qui déboisent et dégradent les forêts, pour réduire considérablement la déforestation et les émissions de dioxyde de carbone dans le monde entier. Les enjeux sont élevés. La destruction des forêts tropicales est responsable d'environ 17 pour cent des émissions mondiales de CO2 - six fois la quantité d'émissions des avions. Les bailleurs de fonds de la REDD affirment que la REDD pourrait éliminer ces émissions, ce qui réduirait fortement la déforestation d'ici à 2030. Une série de projets pilotes sont déjà en place. Mais les signes d'alerte sur ce qui pourrait aller mal, clignotent.
Pour le moment, cela n'a pas vraiment progressé. 

L'avantage d'avoir un système de marché global comme REDD, c'est qu'il peut fonctionner à l'échelle mondiale. Cela donnera une certaine reconnaissance de contribution des forêts dans l'économie du monde et apporter, si c'est fait correctement, certains revenus aux propriétaires fonciers. En fait, il a avancé assez bien dans les pourparlers sur le changement climatique, mais n'a pas abouti à un accord global sur le climat. Certaines nations y résistent et voient cela comme une atteinte à leur souveraineté alors qu'elles restent décideurs. Et ce qui est particulièrement intéressant, d'après Lovejoy, c'est que les gouverneurs d'un grand nombre des États de l'Amazonie et même d'Indonésie, sont tout à fait intéressés à faire avancer ce dossier.

### Alerte sur le changement climatique et son impact néfaste sur la planète
En 2013, dans un article ans le New York Times, Thomas E. Lovejoy alerte les politiques notamment ceux qui ont siégé à DAVOS sur la détérioration rapide de l'environnement mondial et sa capacité à soutenir la civilisation.
En effet, il regrette que ce problème ne soit même pas discuté et encore moins pris en main par les dirigeants de la planète. Il estime que depuis 2005 où a eu lieu à Paris une plate-forme «plateforme intergouvernementale sur la biodiversité et les services écosystémiques» organisé par Jacques Chirac, les progrès ont été péniblement lents. C'est seulement maintenant que la «plate-forme» et son programme de travail - pour évaluer l'état, les tendances et les solutions possibles - sont conçus. Dans l'intervalle, les taux d'extinction et de mise en danger des espèces ont grimpé en flèche. La destruction des écosystèmes est massive et accélérée. La réactivité institutionnelle semble léthargique à un degré reptilien.
Lorsque la température aura doublé, il y aura sans doute des extinctions massives et l'effondrement généralisé de l'écosystème. La difficulté d'essayer d'amortir et de gérer le changement augmentera de façon exponentielle avec seulement de petits incréments de réchauffement. En outre, la dernière fois que la planète était 2 degrés plus chaud, les océans étaient quatre à six (peut-être huit) mètres plus haut.
Un récent rapport de la Banque mondiale indique que la banque ne peut pas remplir sa mission de développement dans un monde à 4 degrés. Compte tenu de ce que nous savons sur la biologie planétaire, 2 degrés supplémentaire auraient des effets cauchemardesques à envisager.
Alors que faire? La première chose à faire est de reconnaître à la fois l'agenda du climat et de la biodiversité comme extrêmement important, urgent et fondamental pour l'avenir de l'humanité. La seconde consiste à trouver des moyens de maintenir la température au-dessous de 1,5 degré.

### Citations
« Des centaines de milliers d'espèces périront, et cette réduction de 10 à 20 pour cent du biotope terrestre se produira dans environ la moitié d'une vie humaine .... Cette réduction de la diversité biologique de la planète est la question la plus fondamentale de notre temps. »
- Avant-propos de la Conférence de la Conservation et de Biologie, Michael Soulé et Bruce Wilcox, 1980.

### Vie privée
Thomas Lovejoy était l'époux de Charlotte S. Lovejoy, avec laquelle il eut une fille, Katherine Seymour Lovejoy.

### Honneurs et récompenses
- 1990, médaille Carr (ou médaille Archie F. Carr Professeur de zoologie de l'Université de Floride) décernée par l'université de Floride
- 1993, médaille de la Conservation de la société zoologique de San Diego
- 1998, prix international du Japon Cosmos
- 1999, médaille Nationale de Sciences pour ses découvertes en Biologie évolutionniste par le président Clinton
- 2001, prix Tyler de l'Université de Californie du Sud pour la réussite environnementale.
- 2008, prix Frontières de la connaissance de la Fondation BBVA dans la catégorie Biologie de l'écologie et de la conservation (ex æquo avec William F. Laurance (en).
- 2012, prix Blue Planet pour être «le premier scientifique à clarifier scientifiquement comment les humains causent la fragmentation de l'habitat et poussent la diversité biologique vers la crise»[24]

### Publications
- 1983: Nearctic Avian Migrants in the Nootropics, avec Rappole, J.H., E.S. Morton et J. Ruos.
- 1985: Key Environments: Amazonia, avec G.T. Prance, Pergamon Press.
- 1985: Conservation of Tropical Forest Birds, avec Diamond, A.W. International Council for Bird Preservation Technical
- 1992: Conservation, and Management of Southeast Asian Rainforests Global Warming and Biological Diversity, avec Peters, R.L., Yale University Press.
- 1995: Ecology, avec Primack, R.B., Yale University Press, New Haven, CT.
- 2001: Lessons from Amazonia. The Ecology and Conservation of a Fragmented Forest, avec Bierregaard, R.O., Jr., C. Gascon, T. and R. Mesquita. Yale University Press.
- 2003: Climate Change and Biodiversity: synergistic Impacts, avec Hannah L., Advances in Applied Biodiversity Science.
- 2005: Climate Change and Biodiversity, avec Lee Hannah, Yale University Press.

### Articles
- 1968:  A technique for mist‑netting in the forest canopy. Bird‑Banding. Humphrey, with P.S., D. Bridge
- 1972:  Bird species diversity and composition in Amazonian rain forests. American Zoologist.
- 1972:  Review of Catch Me a Colobus by Gerald Durrell Viking Press, NY. Frontiers
- 1973:  The Transamazonica: Highway to extinction?  Frontiers.
- 1973:  The blue‑eyed eagle of the Philippines. Frontiers.
- 1975:  Bird diversity and abundance in Amazon Forest communities. Living Bird.
- 1976:  We must decide which species will go forever. Smithsonian Magazine.
- 1978:  Royal water lilies: Truly Amazonian. Smithsonian Magazine.
- 1978:  Global changes in biological diversity. The Dodo: Journal of the Jersey Wildlife Preservation Trust.
- 1979:  Refugia, refuges and minimum critical size: Problems in the conservation of the neotropical herpetofauna. in The South American Herpetofauna: It's Origin, Evolution and Dispersal (W.E. Duellman, Ed.) University of Kansas, Museum of Natural History.
- 1979:  The conservation of evolution. Parks.
- 1979:  Whither the waterfowl: Species extinct and endangered. Frontiers.
- 1979:  The epoch of biotic impoverishment. Great Basin Naturalist Memoirs.
- 1980:  Scientific help towards saving Amazonian species? with  M.T.J. de Padua. Environmental Conservation
- 1981:  Discontinuous wilderness: Minimum areas for conservation. Tigerpaper Originally published in Parks
- 1981:  Lower Amazonian forest bird communities. National Geographic Research Report.
- 1981:  Uma fisionomia ameacada: As implicações da dinámica de parcelas florestais no planejamento silvicultural e de reservas. Bol. Fundação Brasileira para a Conservação da Natureza. Rio de Janeiro.
- 1981: Structural complexity and species clustering of birds in tropical rainforests. Kikkawa, J., P.S. Humphrey and S.S. Humphrey. Proceedings of the 17th International Congress of Ornithology.
- 1981   Conservation progress in Amazonia:  A structural review. with Wetterberg, G.B. & G.T. Prance.
- 1982.  Hope for a beleaguered paradise. Garden.
- 1983.  The science of Amazon conservation. The Environmentalist.
- 1983.  The conservation of behavior. Dodo.
- 1985.  Conservation: The province of all nations. BioScience.
- 1986.  The grand array of life on earth. Washington Acadamy of Science.
- 1986.  The flowering of neotropical ornithology.  Review of Neotropical Ornithology by P.A. Buckley, M.S. Foster, E.S. Morton, R.S. Ridgely and F.G. Buckley
- 1987  Conservation strategy for migratory species: An example with shorebirds (Charadrii)Myers, J.P., R.I.G. Morrison, P.Z. Antas, M. Sallaberry, S.E. Senner and A. Tarraz.  American Scientist.
- 1987. Pondering the value of species. Animals.
- 1988. Will unexpectedly the top blow off?  BioScience.
- 1989: Nothing, nothing at all? Atlantic Naturalist.
- 1989: The obligations of a Biologist.  Conservation Biology.
- 1991: Introduction to tropical forests issue. Nature & Resources.
- 1992:  Biological diversity and Neptune's realm. with R.H. Dwight. Marine Technology Society Journal.
- 1992: The biological dynamics of tropical rainforest fragments. with Bierregaard, R.O., Jr., V. Kapos, A.A. dos Santos and R.W. Hutchins.
- 1993:  Why should we care about biodiversity? American Society for Microbiology.
- 1997:  Voyage to discovery.  BioScience.
- 1998: Ecological impacts of forest fragmentation in Central Amazonia. Zoology, Analysis of Complex Systems. with Gascon,C.
- 1998: Biomass collapse in Amazonian forest fragments. Laurance, W.F., S.F. Laurance, L.V. Ferreira, J. M. Rankin-de Merona, C. Gascon.
- 1998: Effects of forest fragmentation on recruitment patterns in Amazonian tree communities. Conservation Biology Laurance, W. F., L. V. Ferreira, J. M. Rankin‑de Merona, S. G. Laurance, R.Hutchings.
- 1998: Biomass decline in Amazonian forest fragment Laurance, W. F., L. V. Ferreira, C. Gascon. Science.
- 1999: Relationship between soils and Amazon forest biomass: a landscape scale study. Laurance, W. F., P.M. Fearnside, S.G. Laurance, P. Delamonica, J. M. Rankin-de Merona, J.Q. Chambers, and C. Gascon.  Forest Ecology and Management
- 1999: Matrix habitat and species persistence in tropical forest remnants.  Biological Conservation  with Gascon, C., R.O. Bierregaard, J.R. Malcolm, P.C. Stouffer, H. Vasconcelos, W.F. Laurance, B. Zimmerman, M. Tocher, and S. Borges.
- 2015:Reducing the global environmental impacts of rapid infrastructure expansion. William F Laurance,Anna Peletier-Jellema,Bart Geenen, Harko Koster, Pita Verweij, Pitou Van Dijck, Judith Schleicher,  Marijke Van Kuijk
- 2015: Habitat fragmentation and its lasting impact on Earth's ecosystems. Nick M Haddad, Lars A Brudvig, Jean Clobert, Kendi F Davies, Andrew Gonzalez, Robert D Holt, Joseph O Sexton, Mike P Austin, Cathy D Collins, William M Cook, Ellen I Damschen, Robert M Ewers, Bryan L Foster, Clinton N Jenkins, Andrew J King, William F Laurance, Douglas J Levey, Chris R Margules, Brett A Melbourne, A O Nicholls, John L Orrock, Dan-Xia Song, John R Townshend.
- 2011 : Understory bird communities in Amazonian rainforest fragments: species turnover through 25 years post-isolation in recovering, en français, Les communautés d'oiseaux de sous-étage dans les fragments de forêt tropicale amazonienne: le renouvellement des espèces en récupération après 25 ans d'isolement avec Philip C Stouffer,Erik I Johnson, Richard O Bierregaard School of Renewable Natural Resources, Louisiana State University Agricultural Center and Louisiana State University, Baton Rouge..
- 2011 : Production d'énergie: Un barrage géant menace la forêt tropicale brésilienne. avec Alison G Nazareno - Nature 2011.
- 2014 : Long-term changes in liana abundance and forest dynamics in undisturbed Amazonian forests. William F Laurance, Ana S Andrade, Ainhoa Magrach, José L C Camargo, Jefferson J Valsko, Mason Campbell, Philip M Fearnside, Will Edwards, Susan G Laurance Ecology
- 2014:(Nature 2011) Primary forests are irreplaceable for sustaining tropical biodiversity.Luke Gibson, Tien Ming Lee, Lian Pin Koh, Barry W Brook, Toby A Gardner, Jos Barlow,Carlos A Peres, Corey J A Bradshaw,William F Laurance,Navjot S Sodhi.Department of Biological Sciences, National University of Singapore
- 2012: Serious new threat to Brazilian forests.Alison G Nazareno, Juliana M Feres, Dulcineia de Carvalho, Alexandre M Sebbenn, William F Laurance Conserv Biol
- 2016: Conservation Biology: The Importance of Wilderness. Department of Environmental Science and Policy, université George-Mason.
- 2016: Brazil's Amazon conservation in peril.Rafael M Almeida, Fábio Roland Science Department of Biology, Federal University of Juiz de Fora.